# Radio AF

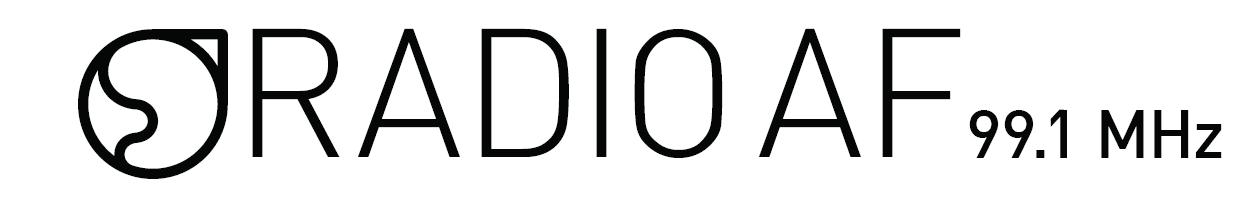
Radio AF - Lunds studentradio
Säte: Sandgatan 2 LundSysterstation:
Umeå studentradio (nuvarande)
Uppsala Studentradio (emerita)
Radio Shore (enpraxia)

Radio AF i Lund är en svensk studentradiostation. Stationen inledde sina sändningar som närradio 1 november 1982, då under namnet Radio LSAF (Lunds Studentkår Akademiska Föreningen). 
Radio AF är ett utskott inom Akademiska Föreningen och riktar sig till Lunds universitets studenter. I kanalen hörs även Lunds nationer och övriga studentföreningar. År 2007 fick kanalen Nöjesguidens pris i kategorin "årets media", och 2013 Stora Radiopriset i kategorin Årets Närradio, med samhällsprogrammet Magasinet. Sedan den 30 maj 2014 klockan 01:00 sänder kanalen endast via internet. Radio AF gör om sin tablå till varje terminssäsong och variationen i programutbudet är rikt. Huvudsakligen återfinns diversifierade musikprogram som brukar behandla alla möjliga genrer från hiphop till k-pop, talkshows av underhållningskaraktär, satirprogram, nyhetsmagasin, samt kuriosa- och kunskapsprogram. Dessutom sänder andra föreningar från Studentlund egna program via Radio AF.
Varje termin anordnar Radio AF en grundkurs i radioproduktion bestående av bland annat föreläsningar och tekniklaborationer. Studenterna blir sedan indelade i grupper om fyra som tillsammans gör tre-fyra program. Utbildningen avslutas med en resa till studentgården i Skanör. Informations- och anmälningstillfälle anordnas inför varje kursstart, normalt i september för höstterminen och tidigt i februari för vårterminen. Ansvarig för utbildningen och rekrytering av grundkursare är radions utbildnings- och rekryteringschef. 

## Historik
Lund fick tillstånd att starta närradiosändningar 1982 och började med provsändningar den 1 november samma år. Bland de första föreningarna "i luften" märktes Lunds Studentkår och Akademiska Föreningen som under namnet Radio LSAF sände drygt åtta timmar i veckan, huvudsakligen musik och studentinformation. Efter ett projekt under namnet Radio P4 sommaren 1984 tillsammans med teknologkårens Radio TLTH och det kommunala Hemgårdens Radio Concorde, slog sig dessa tre stationer samman under namnet Radio AF.
Ett av syftena med att dra igång detta radioprojekt var att påverka opinionen i riktning mot en fri radio och man samlade första sommaren in 40 000 namnunderskrifter till stöd för ett reklamfinansierat Radio P4.
Radio AF/P4 fortsatte sedan under hela åttiotalet med att på sommaren kalla sig Radio P4, med en mer ungdomlig profil och under terminerna för Radio AF, som fortsatte att satsa på studentinformation. Flera av dagens största radiopersonligheter kommer ursprungligen från denna tid.
I juni 1991 flyttade Radio AF till nya lokaler i AF-borgen i centrala Lund och började sända på frekvensen 99,1 MHz. 30 maj 2014 slutade Radio AF sända via FM-nätet och övergick till enbart digitala sändningar.
Ännu en flytt genomfördes under årsskiftet 2024-2025. Den här gången gjordes flytten internt inom AF-borgen då den tidigare lokalens fastighet sålts till AF-bostäder några år tidigare. 

## Stationschefer
Radio AF:s stationschef (tillika radioförman inom Akademiska föreningen) har en mandatperiod som följer Akademiska föreningens verksamhetsår, det vill säga från första juli till sista juni. En kandidat till stationschef väljs på Radio AF:s förmannamöte under våren och väljs sedan formellt av Akademiska föreningens överstyrelse.
- Ivar Harby Samuelsson 2025-
- André Krisping 2024-2025
- Li Brundell 2023-2024
- Daniel Solvold 2022-2023
- Lovike Cedervall 2021-2022
- Hanna Viberg 2020-2021
- Vincent Wilhelmsson 2019-2020
- Kajsa Oscarson 2018–2019
- Annie Gunnarsson (Anjasdotter) 2017–2018
- Axel Eriksson 2016–2017
- Lina Asp 2015–2016
- Mattias Torstensson 2014–2015
- Erik Adell 2013–2014
- Aron Klingberg 2011–2013
- Christian Lagebrant 2010–2011
- Anders Wigren 2008–2010
- Mia Ramberg Winter 2006–2008
- Stefan Krantz 2005–2006
- Gabriel Stille 2004–2005
- Louise Becker 2002
- Tomas Wennström 2002-2003
- Stina Åkesson 1998-2000
- Joakim Francke 1997-1998
- Stefan Åkerberg 1996-1997
- Fredrik Fagerberg 1995-1996
- Claes Stjernberg1994-1995
- Anders Leirup 1991-1992
- Johanna Unghanse 1989-1991
- Magnus Sturesson 1988-1989
- Patrik Larsson (Mannerström) 1983-1987
- Per Nützmann 1982-1983

## Urval av tidigare aktiva inom Radio AF
- Anders Johansson
- Anna Eriksson
- Anna Storåkers
- Annie Lööf
- Behrang Kianzad
- Björn af Kleen
- Bärra Andersson
- Claes Uggla
- Daniel Ollhage
- Fredrik Tersmeden
- Jesper Rönndahl
- Jesse Wallin
- Johan Pettersson
- Kakan Hermansson
- Karin Hübinette
- Lisa Bergström
- Marjaneh Bakhtiari
- Måns Nilsson
- Per Ingelsgård
- Rakel Chukri
- Roger Eriksson
- Simon Svensson
- Tara Moshizi
- Tobias Wallin